# SAS koncernbyggnad

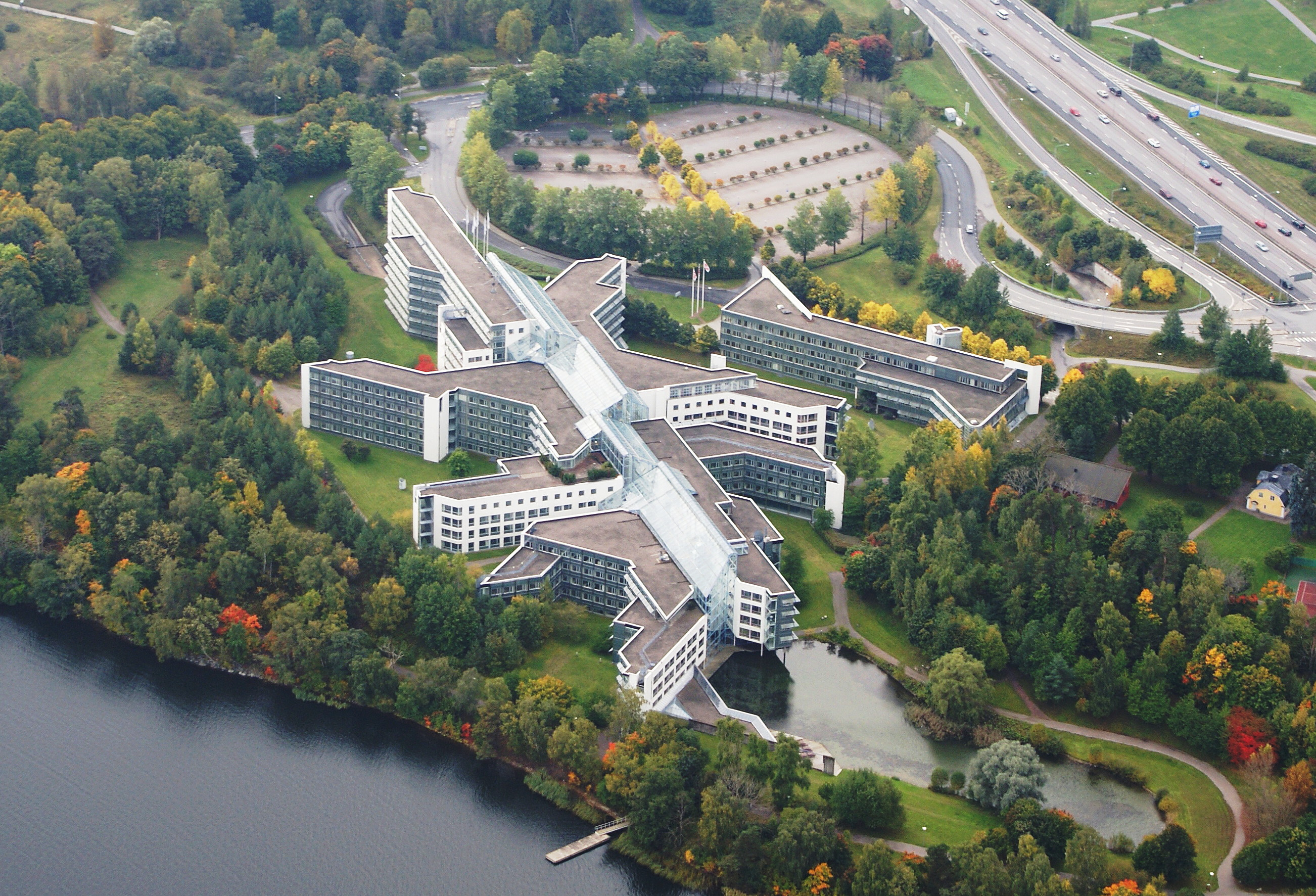
SAS koncernbyggnad i september 2012.

SAS koncernbyggnad är en byggnad belägen i Frösundavik, Solna kommun som uppfördes åren 1985–1987 och är huvudkontor för Scandinavian Airlines (SAS).

## Beskrivning

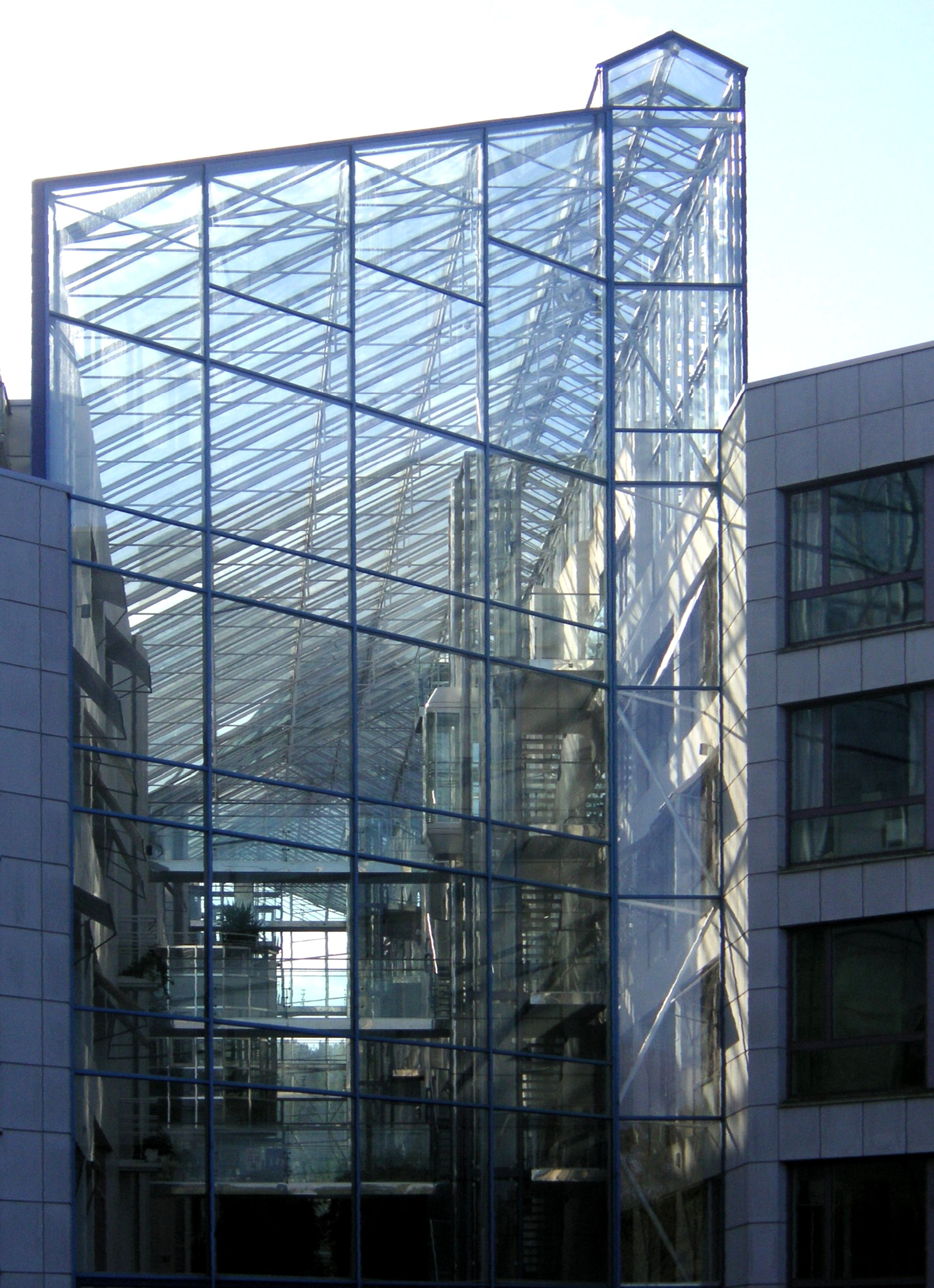
Byggnadens glasskal.

När SAS i början av 1980-talet framförde önskemålet att få etablera sitt huvudkontor mellan Uppsalavägen (E4) och  Brunnsviken i Solna vägde man Solnas intressen mot landets. Svenska staten ansåg att det var av fördel att det nya huvudkontoret för SAS skulle placeras i Stockholmstrakten. I Solnas kommunala planering var området avsatt för natur och rekreation.
År 1984 utlyste SAS en arkitekttävling med nio inbjudna arkitektkontor från Sverige, Danmark och Norge. Den norske arkitekten Niels Torp tog hem förstapriset och fick uppdraget att rita anläggningen. Torps idé var att bryta upp de stora kontorsytorna (cirka 55 000 m²) i fem mindre, sammanhängande byggnadskroppar, där var och en har sin individuella prägel. Höjderna varierar från tre till sju våningar. En central inomhusgata, som kantas av bland annat reception, butiker, utbildnings- och motionslokaler, sammanträdesrum och cafeteria binder samman delbyggnaderna. Konceptet byggde på en vid tiden populär idé med en så kallad "kreativ gata". Alltsammans väderskyddas av ett smäckert skal av glas. Arkitekturen uttrycker hightech och skall leda tanken till flygteknik.
Hela byggnadskomplexet är inriktat så att kullen Frösundatoppens kontur syns i gatans fond mot söder. Mot norr trappar den "kreativa gatan" ner mot Brunnsviken. Här finns uteservering och en liten anlagd damm som ibland nyttjas av modellbåtbyggare för utprovning av modeller. Arkitektens intention hade varit att anläggningen skulle uppfattas "som en liten stad, som tillsammans med SAS-medarbetarna bildar ett mindre samhälle".

### Fastigheten byter ägare
2003 sålde SAS fastigheten till Nordisk Renting. Därefter köpte KLP Eiendom fastigheten vid årsskiftet 2009-2010.
Hösten 2010 flyttade SAS huvudkontor till Arlanda flygplats. 2016 förvärvades SAS koncernbyggnad i Frösundavik med hela fastigheten (Solna Haga 2:8) av fastighetsbolaget Mengus från KLP Eiendom. SAS flyttade tillbaka, nu som hyresgäst. SAS tecknade ett långt hyresavtal med Mengus. SAS nyttjar cirka hälften för egen del och hyr ut återstoden till ett flertal företag. På fastigheten ligger även de kulturhistoriskt värdefulla byggnaderna Annelunds gård och Linnéaholm.

## Bilder

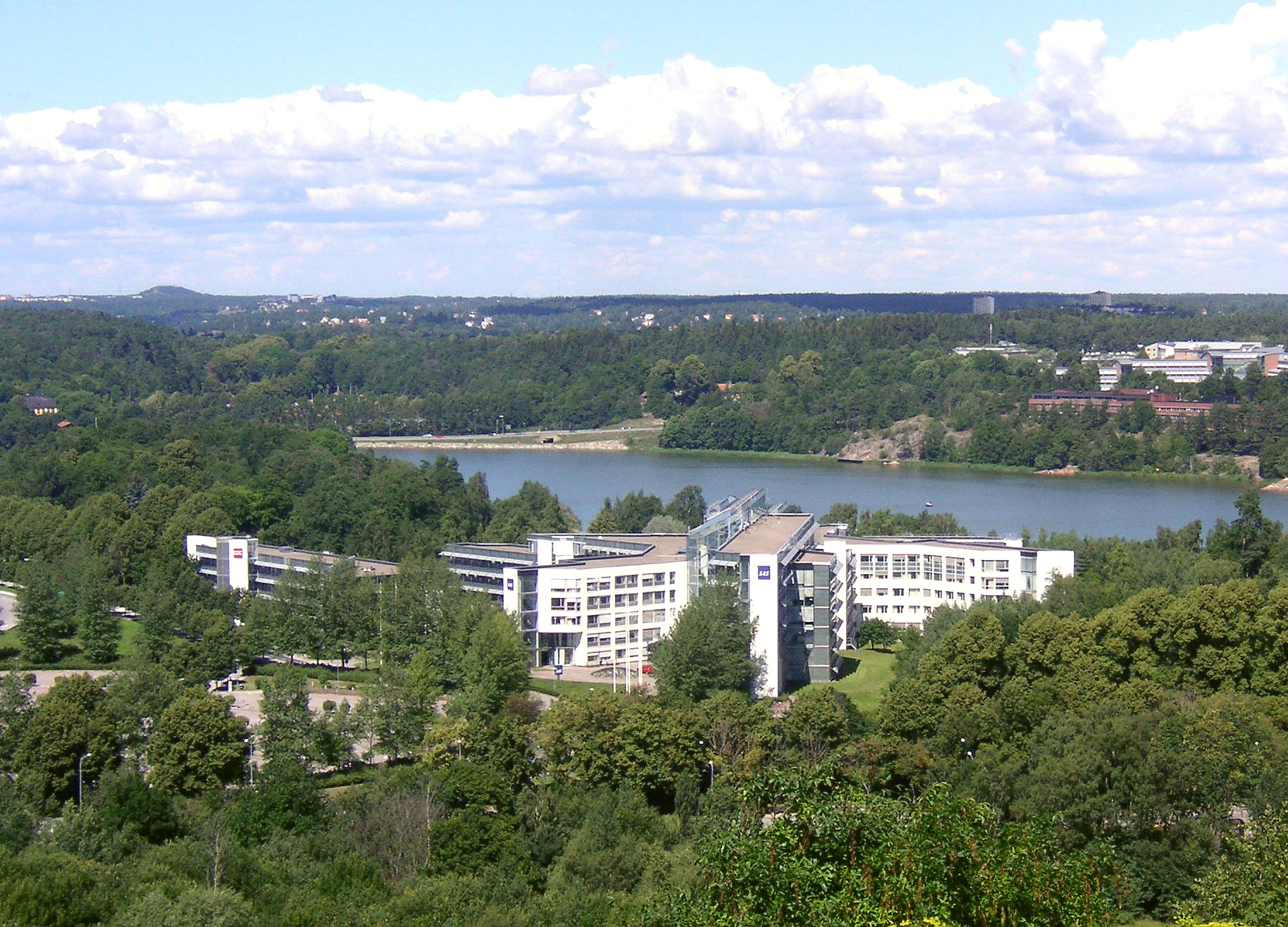
Vy från Frösundatoppen
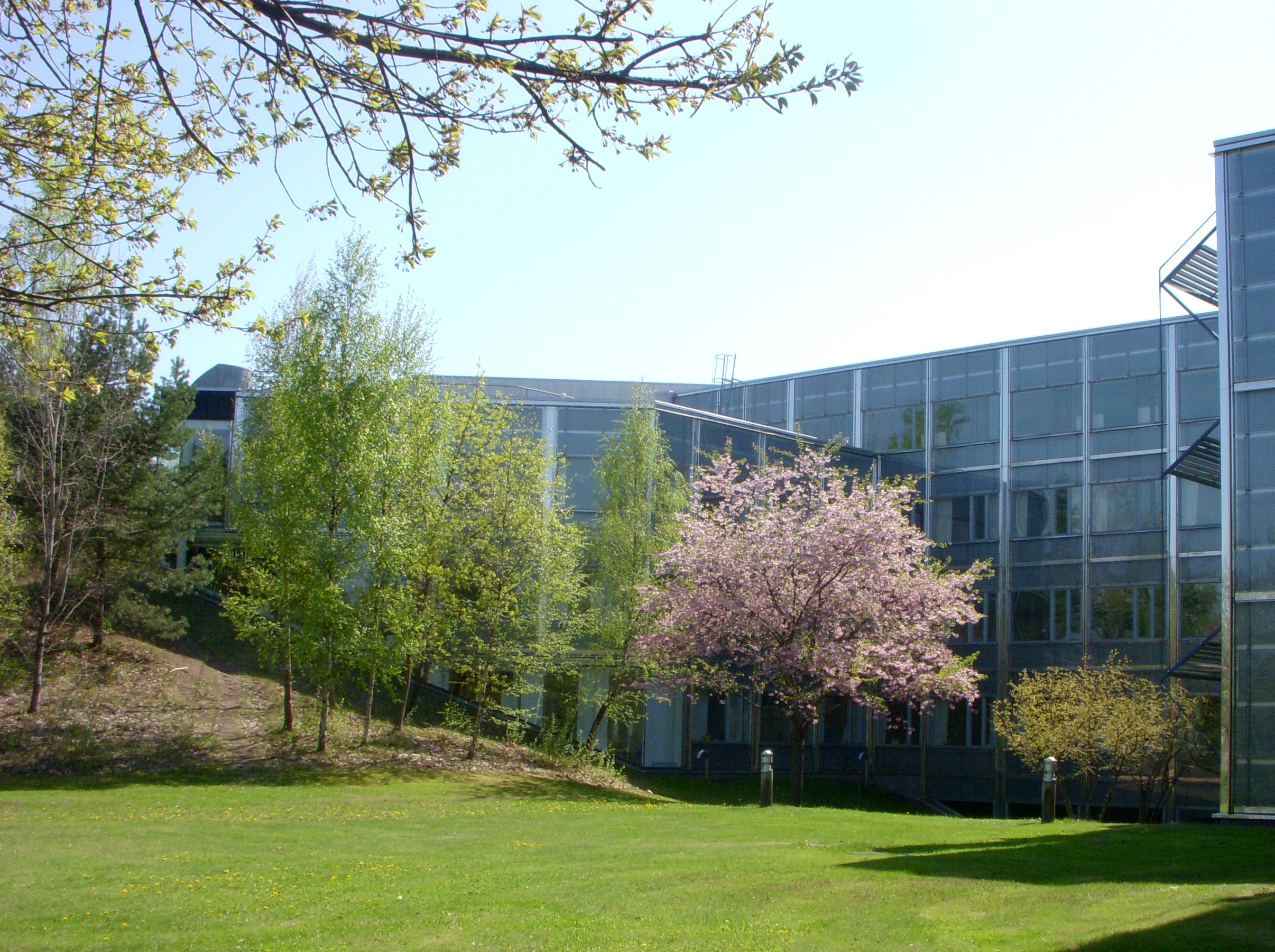
Fasad mot Brunnsviken
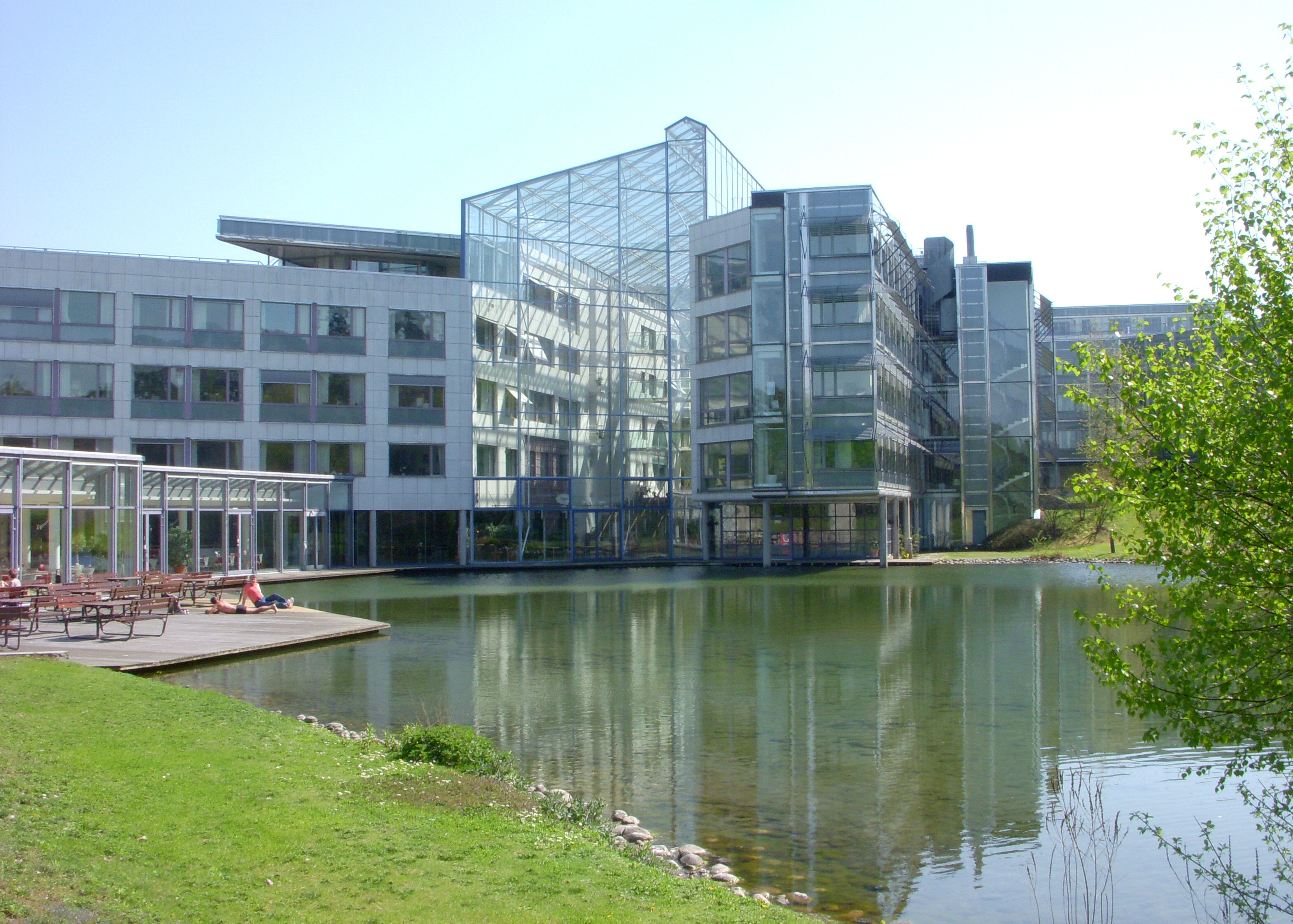
Spegeldammen
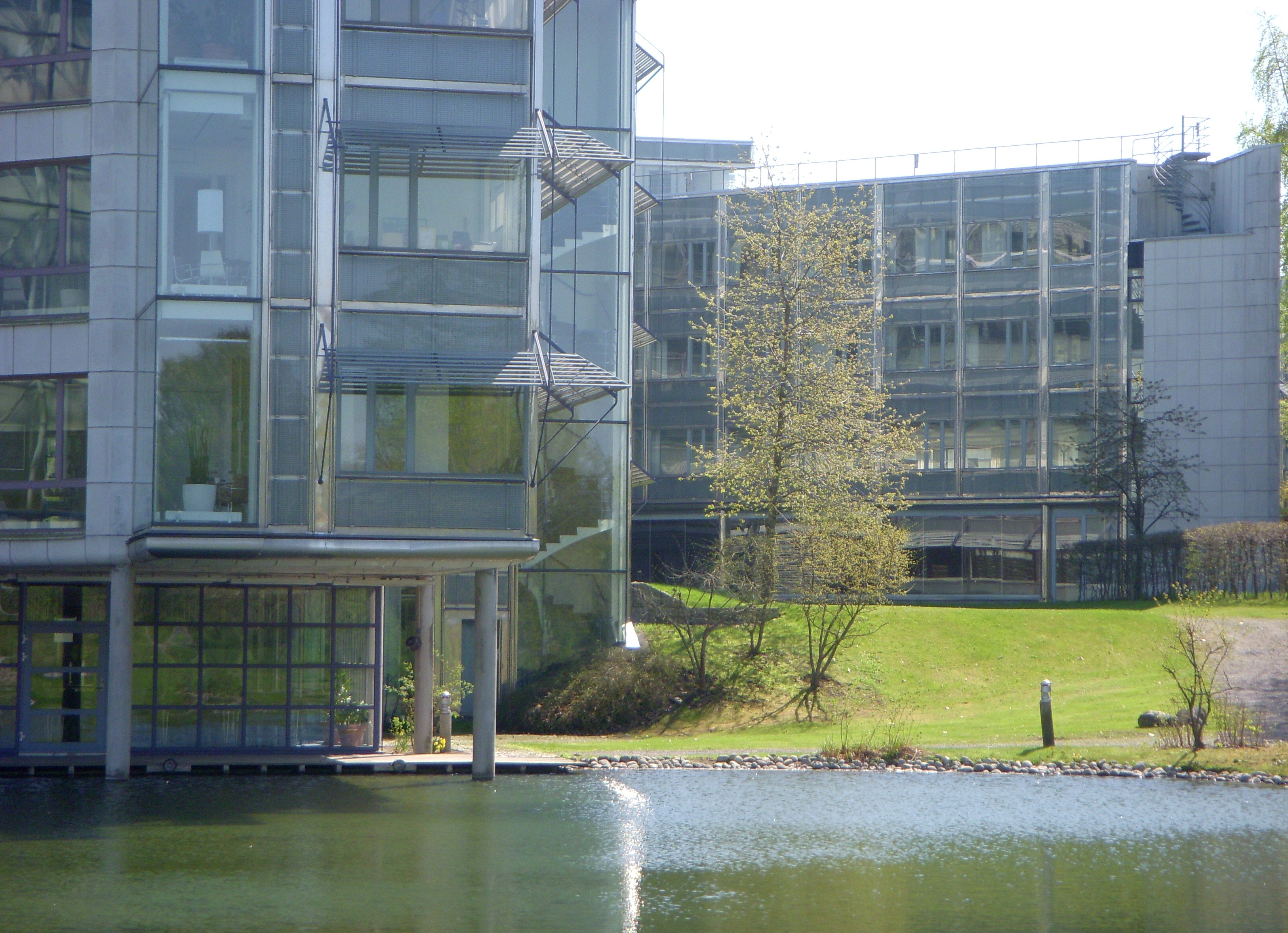
Fasad mot Brunnsviken